# 別所町正法寺
別所町正法寺（べっしょちょうしょうぼうじ）は、兵庫県三木市の大字。郵便番号は673-0454。

## 地理

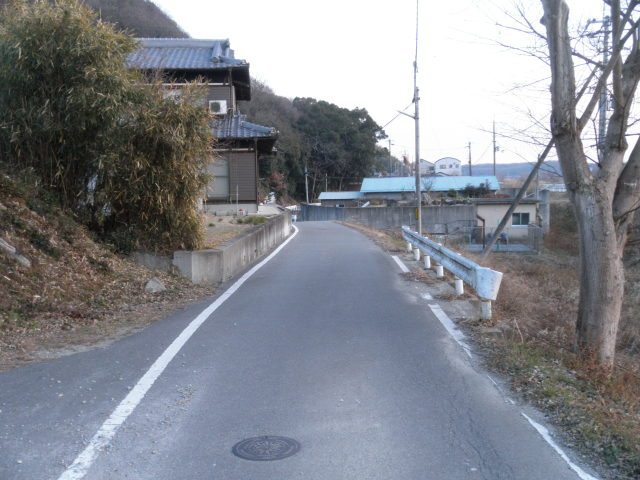
別所町正法寺の街並み

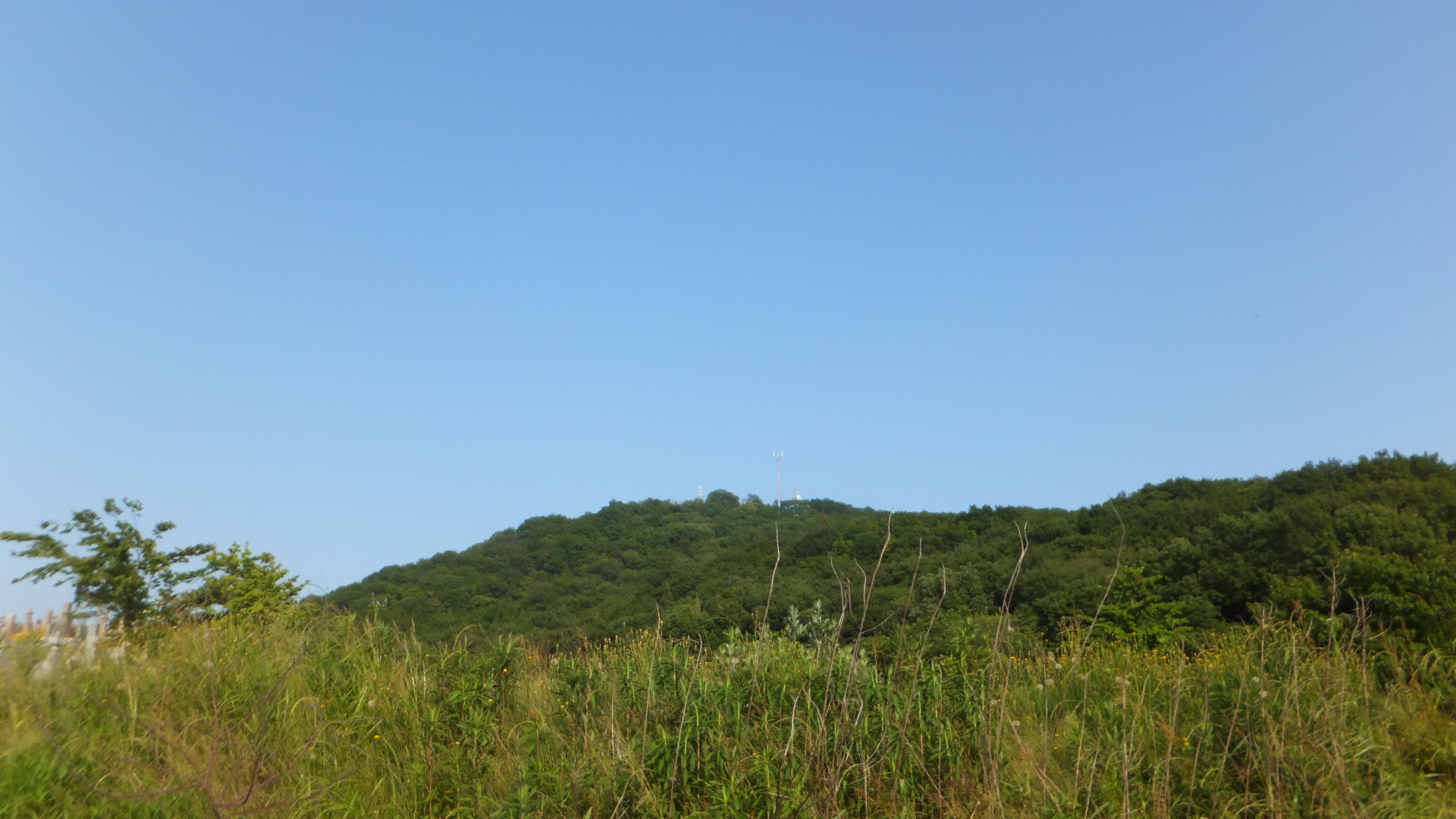
正法寺山

別所地区の西北側、美嚢川と加古川の流域の交点、正法寺山の南側に位置する。美嚢川沿いに古墳群がある。東側は別所町和田・西側は小野市黍田町・南側は別所町石野・別所町下石野・北側は小野市樫山町と接する。

## 歴史

### 地名の由来
由来はこの地内にある正法寺が由来である。

### 成立から町村制施行まで
- 649年 - 正法寺が創建される。[2]

### 町村制施行以降
- 1889年 - 町村制施行により、正法寺村から美嚢郡別所村大字正法寺となる。[2]
- 1954年6月1日 - 三木市を新設し、三木市別所町正法寺になる。[5]
- 1999年7月25日 - 三木市内で初めて古墳を専門にした正法寺古墳公園が完成する。[1][6] [7] [8]

### 字域の変遷
| 実施前                 | 実施年       | 実施後             |
| ---------------------- | ------------ | ------------------ |
| 美嚢郡別所村大字正法寺 | 1954年6月1日 | 三木市別所町正法寺 |

## 施設

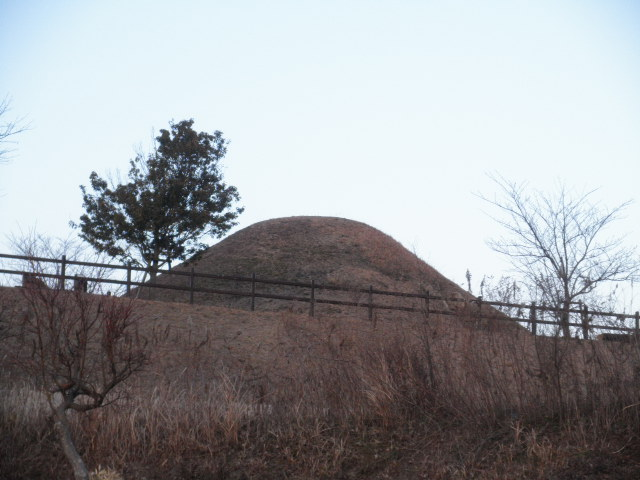
正法寺古墳公園
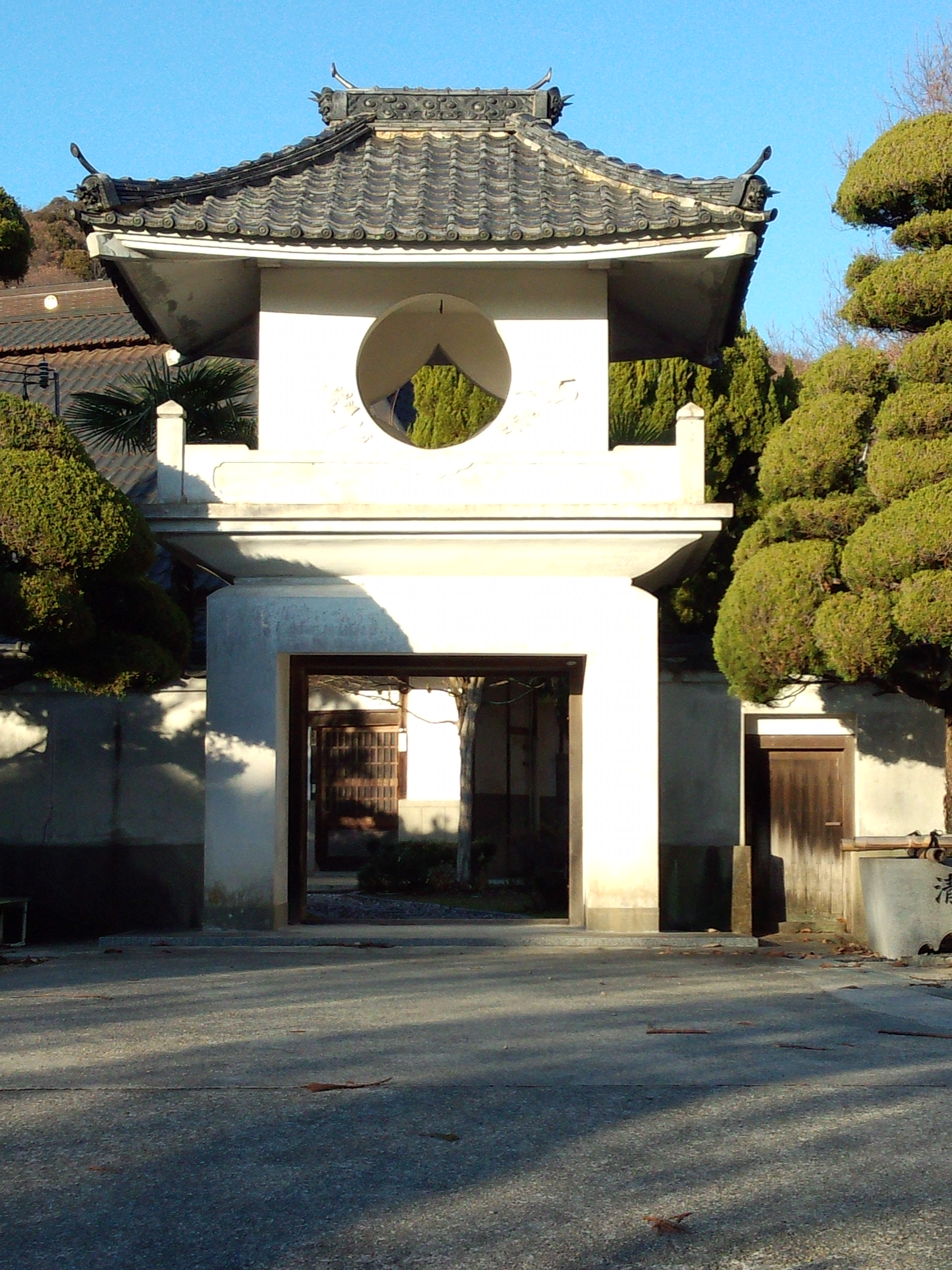
正法寺
- 正法寺公民館

- 正法寺古墳公園
- 正法寺

## 小・中学校の学区
| 大字         | 番地 | 小学校             | 中学校             |
| ------------ | ---- | ------------------ | ------------------ |
| 別所町正法寺 | 全域 | 三木市立別所小学校 | 三木市立別所中学校 |

## 交通

### 鉄道
地内には鉄道は走っていない。

### バス
- みっきぃバス

### 道路

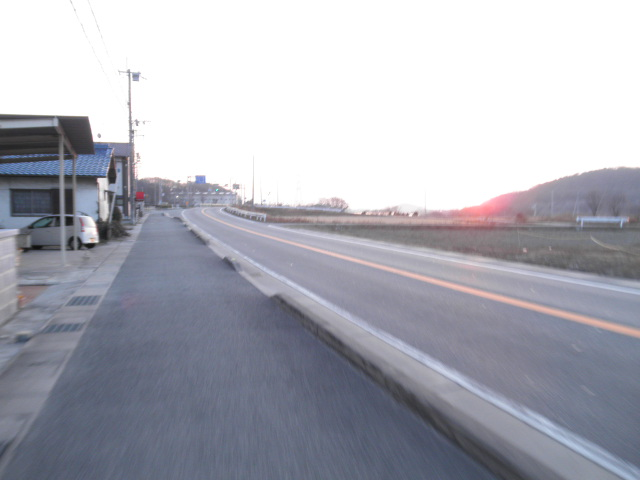
兵庫県道18号加古川小野線
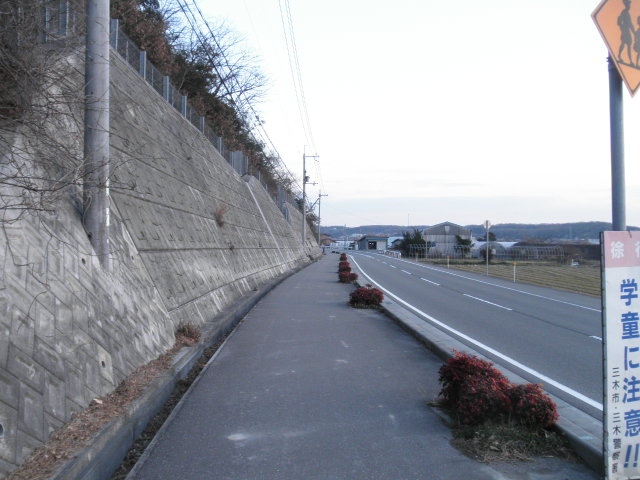
兵庫県道360号正法寺三木停車場線

- 兵庫県道18号加古川小野線
- 兵庫県道360号正法寺三木停車場線